# Nová Lehota
 Nová Lehota  je obec na Slovensku v okrese Nové Mesto nad Váhom. Žije v ní 207 obyvatel.

## Historie
První písemná zmínka o vesnici pochází z roku 1348.

## Přírodní poměry
Obec leží v pohoří Považského Inovce, přibližně dvacet kilometrů jihovýchodně od Nového Města nad Váhom. Panoramatu obce dominuje asi dva kilometry vzdálený vrchol Bezovec. V katastrálním území obce leží přírodní rezervace Švibov, přírodní památka Mokvavý prameň a bývala v něm také přírodní rezervace Dubový vŕšok.

## Pamětihodnosti
Ve vesnici stojí kaple svatého Antona Paduánskeho, postavená na začátku 20. století, a evangelický kostel z poloviny 19. století.